# Bong Kalo
Bong Kalo (Port Vila, 18 gennaio 1997) è un calciatore vanuatuano, centrocampista dell'ABM Galaxy e della nazionale vanuatuana.

## Carriera

### Club
A 15 anni (stagione 2012-2013) ha esordito nel campionato di Vanuatu con il Tafea.
Nel corso degli anni ha totalizzato complessivamente 11 presenze e 4 reti in OFC Champions League.

### Nazionale
Ha esordito in Nazionale nel 2015. Nel 2016 ha preso parte alla Coppa d'Oceania.
Nel 2017 viene convocato per i Mondiali Under-20, manifestazione alla quale la sua Nazionale partecipa per la prima volta nella propria storia; il 20 maggio 2017, nella partita d'esordio persa per 3-2 contro il Messico, segna la rete del momentaneo 2-1, diventando così il primo giocatore di Vanuatu a segnare una rete nei Mondiali Under-20. Nell'ultima partita della fase a gironi (la sconfitta per 3-2 contro la Germania del 26 maggio) realizza una doppietta, terminando quindi la manifestazione con un totale di 3 reti segnate.